# Cubanthus
Cubanthus és un gènere que pertany a la família de les euforbiàcies amb tres espècies de plantes.

## Taxonomia
El gènere va ser descrit per Charles Frederick Millspaugh i publicat a Publications of the Field Museum of Natural History, Botanical Series 2(9): 371–372. 1913. L'espècie tipus és: Cubanthus linearifolius (Griseb.) Millsp.	
És considerat per alguns autores com una sinonímia d'Euphorbia L.
- Cubanthus brittonii Millsp.
- Cubanthus linearifolius (Griseb.) Millsp.
- Cubanthus umbelliformis Urb. & Ekman